# جويل سبيرا
جويل سبيرا (بالإنجليزية: Joel Spira)‏ هو مخترِع ورائد أعمال أمريكي، ولد في 1 مارس 1927، وتوفي في 8 أبريل 2015.